# Nate Kaeding
(en) Statistiques sur pro-football-reference
Nathaniel James Kaeding (né le 26 mars 1982 à Iowa City) est un joueur américain de football américain. Il a, à ce jour, réussi 86,2 % de ses field goals, soit le deuxième meilleur pourcentage de l'histoire de la NFL derrière les 82,5% de Mike Vanderjagt.

## Enfance
Kaeding étudie à la Iowa City West High School et joue dans les équipes de trois sports différents : le football américain, le basket-ball et le football. Il participe dans ses trois sports aux finales de championnat de l'État de l'Iowa.

## Carrière

### Université
Il entre ensuite à l'université de l'Iowa et joue pour l'équipe de football américain de l'université comme placekicker. En 2002, il remporte le Lou Groza Award.

### Professionnel
Nate Kaeding est sélectionné au troisième tour du draft de la NFL de 2004 par les Chargers de San Diego au soixante-cinquième choix. Les Chargers ont obtenu ce choix après l'échange Philip Rivers-Eli Manning. Lors de sa première saison en NFL, il réussit 80 % de ses field goals et ne rate qu'un seul de ses transformations. En 2006, Kaeding est celui qui tente et réussit le plus grand nombre de transformations de la saison NFL avec cinquante-huit ; il est sélectionné pour le Pro Bowl où il permet à la American Football Conference de s'imposer avec un field goal de vingt-et-un yards.
Le 24 décembre 2007, Kaeding se blesse lorsqu'il fait un tacle lors du coup d'envoi du match contre les Broncos de Denver et se fracture l'aine. Malgré cette blessure, il continue à jouer avec ce handicap.
Lors des play-offs de 2007, Kaeding manque un field goal contre les Titans du Tennessee dans la wild card mais cela est sans conséquence car les Chargers se qualifient. Il rate trois autres tirs au but lors de ces play-offs. La saison 2008, le voit pour la deuxième fois être le placekicker ayant tenté et réussi le plus de transformations. En 2009, Kaeding réussit 91,4 % de ses field goals et est le placekicker ayant réussi le plus grand nombre de field goals de la saison avec trente-deux. Il est aussi celui ayant marqué le plus de point en NFL avec 146.
Lors du quinzième match de la saison contre les Bengals de Cincinnati, il réussit un field goal de cinquante-quatre yards, ce qui est son record. Kaeding replonge au moment des play-offs en ratant trois field goals de trente-sept, quarante et cinquante-sept yards contre les Jets de New York. Les Jets remportent le match de justesse 17-14.
La saison 2010 est la première de la carrière de Kaeding où il ne joue pas tous les matchs, étant présent à treize d'entre eux. Il réalise un pourcentage de 82,1 % au field goal et de 100 % à la transformation.
Au cours de la saison 2012, il est libéré par les Chargers, avant d'être recruté par les Dolphins de Miami avec lesquels il tente deux field goals, pour un seul réussi. Pour la saison 2013, il signe avec les Buccaneers de Tampa Bay. Cependant, il se blesse avant le camp d'entraînement et décide de mettre un terme à sa carrière.

## Statistiques
| Année  | Équipe   | MJ     |        | Field goals | Field goals | Field goals | Field goals |         | Extra Points | Extra Points | Extra Points |      | Punt | Punt | Punt |
| Année  | Équipe   | MJ     | Tentés | Réussis     | %           | Long        | Tentés      | Réussis | %            | Tentés       | Yards        | Moy. |      |      |      |
| 2004   | Chargers | 16     | 25     | 20          | 80          | 53          | 55          | 54      | 98,2         |              |              |      |      |      |      |
| 2005   | Chargers | 16     | 24     | 21          | 87,5        | 49          | 49          | 49      | 100          |              |              |      |      |      |      |
| 2006   | Chargers | 16     | 29     | 26          | 89,7        | 54          | 58          | 58      | 100          |              |              |      |      |      |      |
| 2007   | Chargers | 16     | 27     | 24          | 88,9        | 51          | 46          | 46      | 100          |              |              |      |      |      |      |
| 2008   | Chargers | 16     | 32     | 27          | 84,4        | 57          | 46          | 46      | 100          |              |              |      |      |      |      |
| 2009   | Chargers | 16     | 35     | 32          | 91,4        | 55          | 51          | 50      | 98           |              |              |      |      |      |      |
| 2010   | Chargers | 13     | 28     | 23          | 82,1        | 50          | 40          | 40      | 100          |              |              |      |      |      |      |
| 2011   | Chargers | 1      |        |             |             |             |             |         |              |              |              |      |      |      |      |
| 2012   | Dolphins | 2      | 3      | 1           | 33,3        |             | 3           | 3       | 100          | 2            | 84           | 42   |      |      |      |
| 2012   | Chargers | 3      | 7      | 7           | 100         |             | 6           | 6       | 100          |              |              |      |      |      |      |
| Totaux | Totaux   | Totaux | 210    | 181         | 86,2        | 57          | 354         | 352     | 99,4         | 2            | 84           | 42   |      |      |      |

## Palmarès
- Participant au Pro Bowl 2006 et 2009
- Vainqueur du Lou Groza Award en 2002
- Seconde équipe de la saison NFL 2006 selon l' Associated Press
- Équipe de la saison NFL 2009 selon l'Associated Press et Pro Football Writers
- Seconde équipe de la saison NFL 2009 selon Sporting News
- Joueur ayant marqué le plus de point (ex æquo avec quinze joueurs) de la saison 2009 avec 146 points
- Joueur ayant marqué le plus de point sur des transformations (ex æquo avec onze joueurs) de la saison 2006 avec cinquante-huit points et de la saison 2008 avec quarante-six points.
- Joueur ayant marqué le plus de field goals de la saison 2009 avec trente-deux (ex æquo avec trente-cinq joueur).